# Салезиани на Дон Боско
Салезианите на Дон Боско е монашеска конгрегация (организция, подобна на орден) по папското право (Римокатолическата църква).
Основана е в средата на XIX век от свети Иван Боско (Giovanni Bosco), по-познат като Дон Боско (1815 – 1888), с цел чрез благотворителност да оказва помощ на деца от семейства, обеднели по време на Индустриалната революция. Регистрирана е със седалище в Торино.
Салезианите живеят в България от 1994 г. Седалището им е в Казанлък. Понастоящем обществото им включва 7 монаси – в Казанлък (3), Стара Загора (3), Ямбол (1), както и няколко доброволци. В допълнение към работата с деца салезианите обслужват 5 енории и помагат в социалната дейност.
Монасите от конгрегацията стопанисват следните църкви в България: „Свети Йосиф“ в Казанлък, „Блажен Евгений Босилков“ в Габрово, „Свети Кирил и Методи“ в Ямбол, „Свети Кирил и Методий“ и „Дева Мария – Помощница на християните“ в Стара Загора.